# Zodarion egens
Zodarion egens är en spindelart som beskrevs av Denis 1937. Zodarion egens ingår i släktet Zodarion och familjen Zodariidae. Inga underarter finns listade i Catalogue of Life.